# Vodno
Der Vodno (mazedonisch Водно) ist der Hausberg der nordmazedonischen Hauptstadt Skopje.
Der Vodno liegt im Südwesten von Skopje. Der höchste Gipfelpunkt Krstovar ist 1066 m hoch. Hier befindet sich das Millenniumskreuz, eine 77 m hohe Stahlkonstruktion, die bereits aus einer Distanz von 100 km gesehen werden kann und nachts auf die Stadt herableuchtet. Der Gipfel ist durch zwei Straßen, eine Seilbahn sowie mehrere Wanderwege zu erreichen.
Auf halber Höhe, dem so genannten Sredno Vodno (mazedonisch Средно Водно) gibt es zwei große Parkplätze, mehrere Restaurants und die Talstation der Seilbahn. Dieser Punkt befindet sich auf 570 m Höhe, während der Ausgangspunkt des Wanderwegs am Stadtrand von Skopje auf 337 m liegt.

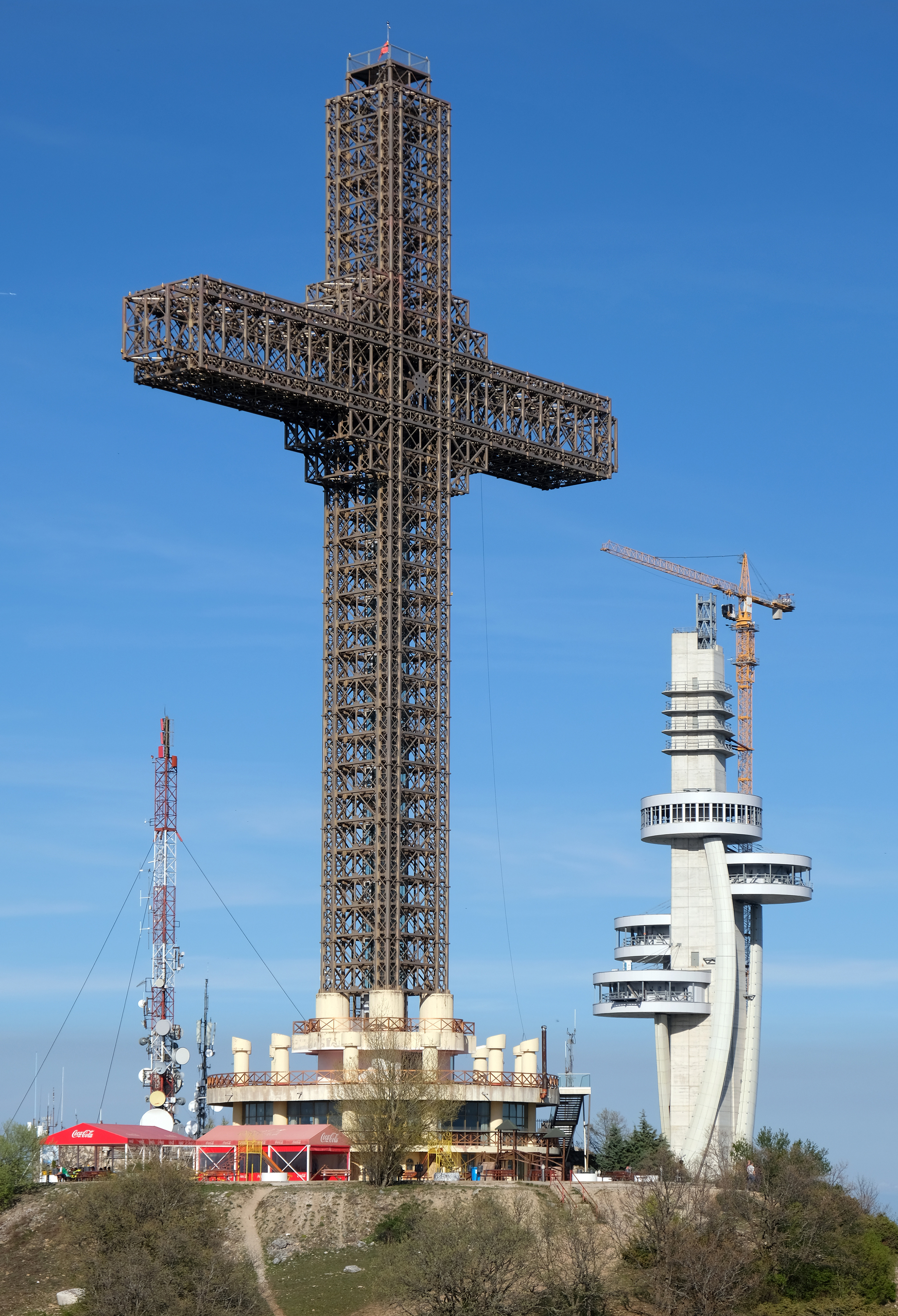
Millenniumskreuz
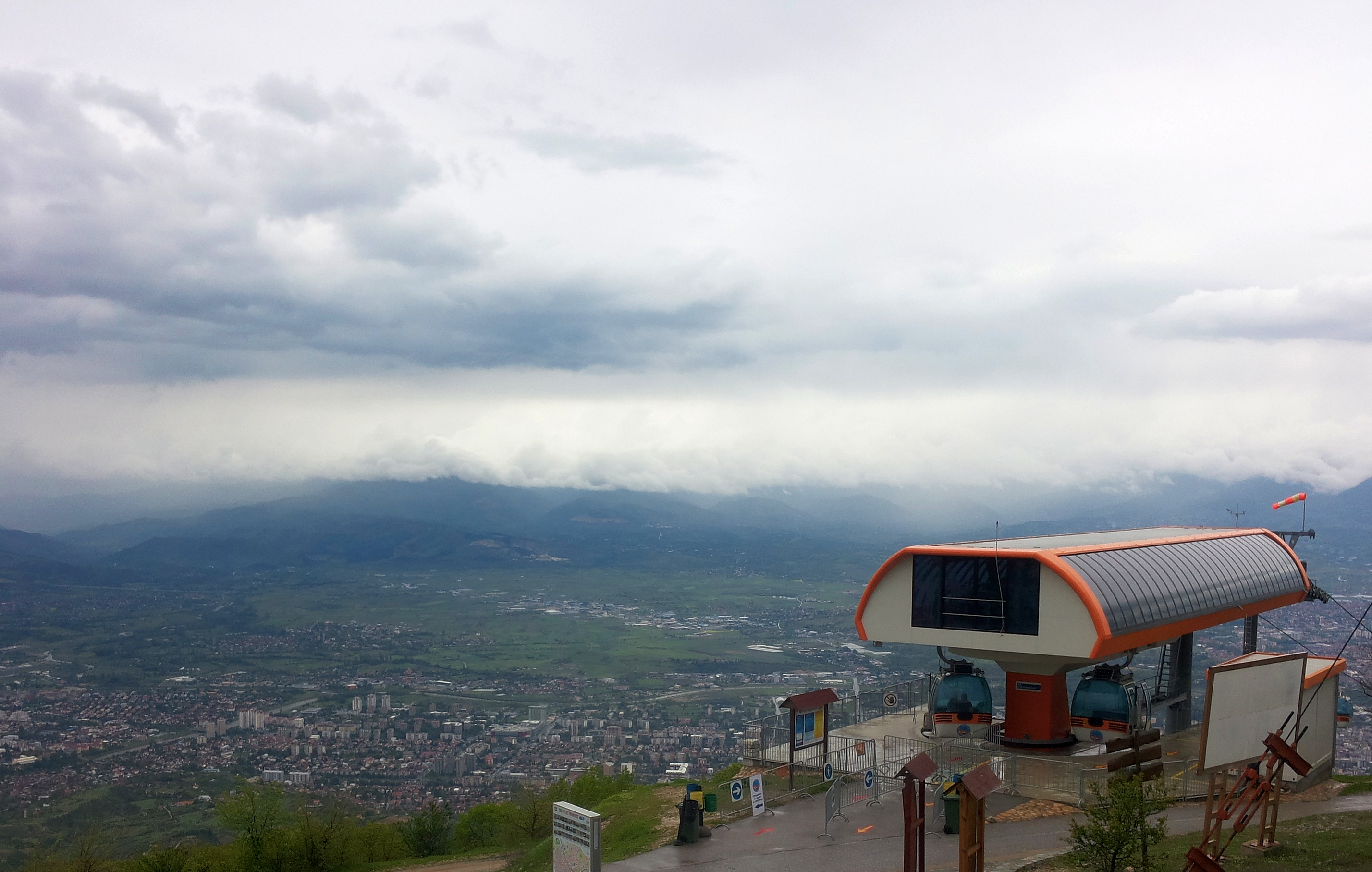
Seilbahn
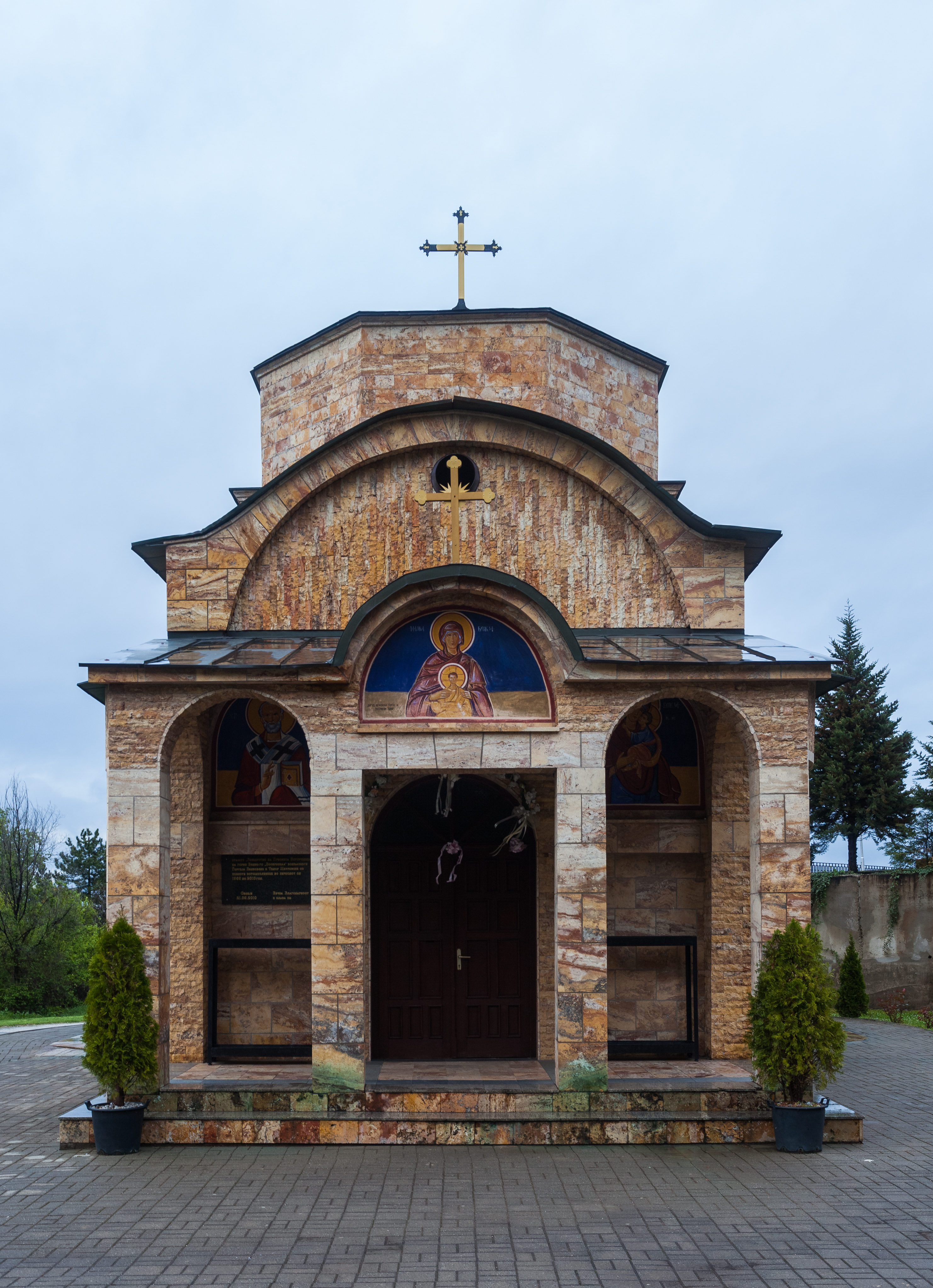
Theotokoskirche in Vodno